# Суинни, Джон
Джон Рэмси Суинни (англ. John Ramsay Swinney; род. 13 апреля 1964, Эдинбург) — шотландский политик, лидер Шотландской национальной партии (2000—2004, с 2024). Первый министр Шотландии (с 2024).

## Биография
Окончил в Эдинбурге государственную среднюю школу Форрестера, в 1979 году вступил в Шотландскую национальную партию (ШНП), в 1986 году получил в Эдинбургском университете шотландскую степень магистра искусств в политологии. Занимался стратегическим планированием в страховой компании Scottish Amicable, а также деловым и экономическим консультированием в течение пяти лет.
В 1997 году Суинни был избран в Палату общин Великобритании от округа Северный Тэйсайд, в 1999 году после учреждения парламента Шотландии стал его депутатом от того же округа (позднее был переизбран в округе Северный Пертшир).
В 2000 году возглавил ШНП, но в 2004 году ушёл в отставку из-за неудачного для партии исхода европейских выборов. В 2007 году получил в кабинете первого министра Шотландии Алекса Салмонда портфель министра финансов и выдержал испытание финансовым кризисом.
С 2014 по 2023 год являлся заместителем первого министра Николы Стерджен, а после её отставки получил поддержку лидера фракции ШНП в Палате общин Великобритании Стивена Флинна в качестве возможного нового лидера.
6 мая 2024 года вновь возглавил Шотландскую национальную партию после отставки Хамзы Юсафа (ввиду отсутствия других кандидатов выборы не проводились).
Шотландский парламент должен был в течение 28 дней после принятия отставки Юсафа королём Карлом III предложить монарху кандидатуру нового первого министра, для чего 63 мандатов ШНП недостаточно (общая численность шотландских депутатов — 129) и требуется поддержка других партий.
7 мая 2024 года парламент одобрил кандидатуру Суинни, хотя бывшие партнёры по коалиции — Шотландская партия зелёных с её семью депутатами воздержалась при голосовании.
8 мая 2024 года Джон Суинни был приведён к присяге на верность королю и официально вступил в должность.